# Stockenweiler Weiher, Degermoos, Schwarzenbach
Stockenweiler Weiher, Degermoos, Schwarzenbach este o arie protejată (arie specială de conservare — SAC, sit de importanță comunitară — SCI) din Germania întinsă pe o suprafață de 235,24 ha, integral pe uscat.

## Localizare
Centrul sitului Stockenweiler Weiher, Degermoos, Schwarzenbach este situat la coordonatele 47°38′48″N 9°48′29″E / 47.6467°N 9.8081°E.

## Înființare
Situl Stockenweiler Weiher, Degermoos, Schwarzenbach a fost declarat sit de importanță comunitară în martie 2001 pentru a proteja 1 specie de plante și 4 specii de animale. Situl a fost protejat și ca arie specială de conservare în aprilie 2016.

## Biodiversitate
Situată în ecoregiunea continentală, aria protejată conține 9 habitate naturale: Lacuri eutrofice naturale cu vegetație de tip Magnopotamion sau Hydrocharition, Lacuri și iazuri distrofice naturale, Cursuri de apă de la nivel de câmpie la nivel montan, cu vegetație Ranunculion fluitantis și Callitricho-Batrachion, Pajiști cu Molinia pe soluri calcaroase, turboase sau argilos-nămoloase (Molinion caeruleae), Liziere de ierburi înalte hidrofile de câmpie și de nivel montan până la alpin, Mlaștini oligotrofe degradate, capabile încă de regenerare naturală, Mlaștini turboase de tranziție și turbării mișcătoare, Mlaștini alcaline, Mlaștini împădurite.
La baza desemnării sitului se află mai multe specii protejate:
- plante (1): moșișoare (Liparis loeselii)
- nevertebrate (4): Austropotamobius torrentium, fluturele auriu (Euphydryas aurinia), libelule (Leucorrhinia pectoralis), Unio crassus

Pe lângă speciile protejate, pe teritoriul sitului au mai fost identificate 2 specii de amfibieni, 1 specie de reptile.